# 美國第一航空隊
第一航空隊（英語：First Air Force (Air Forces Northern)）是美国空军空战司令部下属的一个编号航空隊，指揮部位于佛罗里达州的丁德尔空军基地。